# Ferrari 044/1
Il Ferrari 044/1 è un motore endotermico a ciclo otto usato dalla scuderia omonima per competere nel Campionato Mondiale di Formula 1 1995.
Ha ottenuto 1 vittoria e 10 podi, e ha permesso alla Ferrari di concludere il campionato al 3º posto nel costruttori.

## Contesto

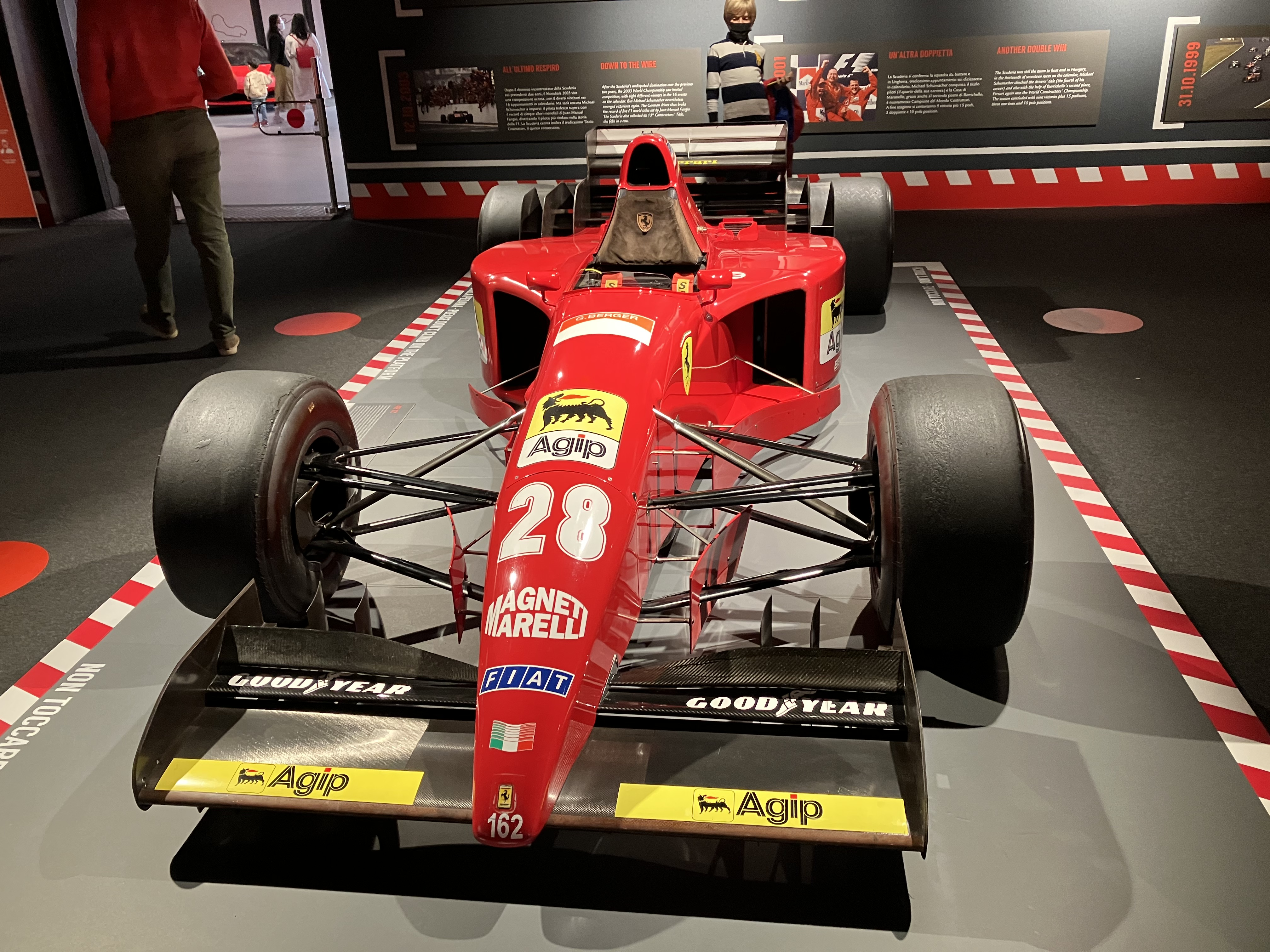
Ferrari 412 T2

Il motore nasce con il cambiare dei regolamenti, che prevedevano un passaggio dai 3500 cc a 3000 cc. Ferrari quindi decise di progettare un motore V12 non più di 65 gradi, come quello dell'anno precedente, bensì di 75 gradi; inoltre si optò per una soluzione che prevedeva una potenza di 507 kW (690 CV) a 16800 giri al minuto. Il motore era sempre a trazione posteriore ed era piazzato in posizione longitudinale; era connesso ad un cambio elettroidraulico a 6 marce + la retromarcia. Il serbatoio del motore fu ridotto ad una capienza massima di 140 litri: questo fece guadagnare in termini di peso.
Durante la seconda parte di stagione non si portarono più aggiornamenti al motore: questo accadde perché la Ferrari, come le altre squadre, stava sviluppando il motore V10 per l'anno successivo.

## Stagione
La stagione iniziò con 4 podi e due piazzamenti in 3 gare, tra cui un doppio podio nel Gran Premio di San Marino. Durante il Gran Premio di Spagna però si ebbero i primi segni che quel motore non era molto affidabile: Alesi si dovette ritirare al 25º giro a causa di un problema al motore.
Dopo la vittoria del Gran Premio del Canada da parte di Alesi, iniziò una seconda parte di stagione in cui la mancanza di affidabilità si fece sentire: in Germania Alesi si dovette ritirare al 12ºgiro, in Belgio Berger si ritirò al 22º giro per problemi elettrici, stessa sorte di nuovo a Berger nel Gran Premio di Europa e in Giappone, dove si ritirò anche Alesi per problema al motore, in Australia Berger si ritirò per problema al motore.
Con tutti questi probabili piazzamenti a punti mancati la scuderia raccolse solo 73 punti, e si piazzò 3ª nel campionato costruttori.